# Vlak na gumenim kotačima
Vlak na gumenim kotačima oblik je brzog gradskog prijevoza koji se najčešće koristi kao metro sustav podzemne i nadzemne željeznice.
Vlakovi na gumenim kotačima koriste kombinaciju cestovne i željezničke tehnologije. Vozila imaju kotače s gumama koji se pokreću na kotrljajućim jastučićima unutar vodilica za vuču, kao i tradicionalne željezničke čelične kotače s dubokim rubovima na čeličnim tračnicama za navođenje kroz konvencionalne skretnice, kao i navođenje u slučaju kvara gume. Većina vlakova na gumenim kotačima izrađena je namjenski i dizajnirana za sustav na kojem prometuje.

## Vanjske poveznice
- TRUCK (bogie)  Arhivirana inačica izvorne stranice od 16. lipnja 2016. (Wayback Machine) infovisual.info
- Rubber tyred metro railsystem.net